# Optimismens hån
Optimismens hån är Frankes första studioalbum. Albumet gavs ut år 2003 av skivbolaget Service. 

## Låtlista
1. "Stäng alla dörrar och fönster"
2. "Jag älskar dig"
3. "Ensamhetens anlete samt adress"
4. "Ställs mot dig"
5. "Allt som var mitt eget"
6. "Hisingen"
7. "Aldrig första"
8. "Recidiv"
9. "Drunknandets färg"
10. "Att därefter uppleva tystnaden"

## Medverkande
- Fredrik Franke - gitarr & röst
- Nicklas Franke - klaviatur, röst & ord
- Alexander Hall - basgitarr
- Ramo Spatalovic - slagverk, klaviatur & cittra
- Pontus Wallgren - gitarr

### Övriga medverkande
- Mirja Billestedt - sång
- Daniel Dahlgren - sång
- Markus Svensson - gitarr
- Björn Olsson - akustisk gitarr & cittra
- Jesper Jarold - violin

- Inspelad & producerad av Björn Olsson
- Mastrad av Mattias Glavå